# Brasil 6–1 Espanha (1950)
Brasil 6 x 1 Espanha foi um jogo válido pela quadrangular final da Copa do Mundo de 1950, realizado no Maracanã, no Rio de Janeiro. É considerada uma das maiores partidas da seleção brasileira em um mundial.
Foi a partida que antecedeu o Maracanaço. Segundo Mário Filho: "Sem Brasil e Espanha aceitaríamos melhor o Brasil e Uruguai, inclusive como contingencia".

## Resumo do Jogo
Mais de 150 mil pessoas compareceram ao Maracanã. A Espanha estava invicta na competição, com três vitórias na primeira fase e um empate com o Uruguai na estreia do quadrangular.
Aos 15 minutos, Ademir de Menezes, em passe de Jair, marcou o primeiro: o chute no canto esquerdo desviou em Parra e tirou qualquer chance de defesa para Ramallets. Sete minutos depois, Jair, em passe de Ademir, chutou de canhota da entrada da área e Ramallets alcançou mas não conseguiu segurar. Aos 31, Chico invadiu a área pela esquerda e chutou, houve rebote, Ademir chutou, aconteceu novo rebote, e Chico finalizou de primeira. E a etapa inicial terminou Brasil 3, Espanha 0.
Aos 10 do segundo tempo, Ademir cruzou da ponta-direita, a bola passou por vários atletas, e Chico arrematou no ângulo direito. Dois minutos depois, Zizinho cruzou da direita e Ademir marcou o quinto gol brasileiro. Aos 22, Ademir passou a Zizinho, que dominou dentro da área e chutou forte. Aos 26 minutos do segundo tempo, Estanislao Basora cruzou e Silvestre Igoa marcou o gol de honra espanhol, num lindo voleio. Placar final, Brasil 6, Espanha 1.
Quando a goleada já estava construída, os 150 mil presentes entoaram a marcha carnavalesca "Touradas em Madri", de autoria de Braguinha.

## Pós Jogo
A imprensa internacional repercutiu com admiração a atuação brasileira. Brian Granville escreveu que "o Brasil está jogando o futebol do futuro, quase surrealista, que taticamente não apresenta nada demais, mas tecnicamente é soberbo". Na mesma linha, o assistente técnico espanhol, Benito Diaz, declarou: "Jamais vi alguém jogar futebol assim e, se me contassem, não acreditaria, só vendo para crer." O jornal espanhol La Vanguardia definiu o futebol do Brasil como "pletórico, incontenible y arrebatador". O presidente da RFEF, Armando Munoz Calero, afirmou que "o Brasil tem uma equipe praticamente invencível".
A atuação de Zizinho foi especialmente notável. O jornalista austríaco Willy Meisl correspondente da revista inglesa World Sport e irmão de Hugo Meisl, técnico do Wunderteam; descreveu: "Não se trata apenas de um craque, dos muitos craques que andam espalhados pelo mundo. Zizinho é um gênio. Um homem que possui todas as qualidades que podem ser idealizadas para que um profissional chegue perto da perfeição." Giordano Fattori, repórter da La Gazzetta dello Sport assim descreveu a atuação de Zizinho: "Na partida entre Brasil e Espanha aconteceu tudo que se poderia imaginar teoricamente no futebol. Houve ciência, arte, balé e até jogadas circenses. Porém entre os onze jogadores desse time mágico do Brasil, um se destacava. Era Zizinho, o maestro da equipe. Seu futebol fazia recordar Leonardo da Vinci pintando alguma coisa excepcional. Um Da Vinci criando obras primas com os pés no imenso gramado do Maracanã.".
Segundo Mário Filho em 1958: "E, como para nossa vaidade, não admitíamos que algum time algum dia tivesse jogado mais que o escrete brasileiro contra a Espanha, chegamos a conclusão que nunca mais. (...) Encontramos de quando em quando um ex-torcedor que a simples menção da palavra futebol pede-nos para mudar de assunto. Para ele o futebol morreu em 50 e depois de viver a tarde gloriosa contra a Espanha".  Willy Meisl declarou em 1954: "Nesse jogo, os brasileiros atingiram alturas nem mesmo igualadas pela grande seleção húngara que derrotou a Inglaterra, no Estádio de Wembley em Londres, por 6 a 3, em novembro do ano passado.".
Em entrevista à Folha de S.Paulo em 1995, Flávio Costa revelou: "Eu influí na formação das chaves para tirar a Espanha do último jogo. Era a melhor seleção, entre as adversárias. Eu já estava farto de jogar com o Uruguai, que depois acabou nos derrotando. Conversando com pessoas que tinham influência, nós é que fazíamos a tabela, prevendo a final.".
Os brasileiros venceram por 6 a 1 e saíram do Maracanã com a aura de campeões do mundo antecipados – bastava um empate com o Uruguai para ser campeão.

### Detalhes
| 16 de julho       | Brasil                                                               | 6 – 1     | Espanha  | Maracanã, Rio de Janeiro                          |
| 15:00 BRT (UTC-3) | Ademir de Menezes 15', 57' · Jair 21' · Chico 31', 55' · Zizinho 67' | Relatório | Igoa 71' | Público: 153 000 Árbitro: ENG Reginald Leafe (FA) |

| Brasil | Espanha |

|              |  |                   |  |
|              |  |                   |  |
| GO           |  | Moacir Barbosa    |  |
| LD           |  | Augusto           |  |
| ZG           |  | Juvenal           |  |
| LE           |  | Bigode            |  |
| MC           |  | José Carlos Bauer |  |
| MC           |  | Danilo            |  |
| MO           |  | Zizinho           |  |
| MO           |  | Jair              |  |
| PD           |  | Friaça            |  |
| CA           |  | Ademir de Menezes |  |
| PE           |  | Chico             |  |
| Técnico:     |  |                   |  |
| Flávio Costa |  |                   |  |

|                      |  |                     |  |
|                      |  |                     |  |
| GO                   |  | Antoni Ramallets    |  |
| LB                   |  | Gabriel Alonso      |  |
| LD                   |  | Josep Gonzalvo      |  |
| ZG                   |  | Marià Gonzalvo      |  |
| LE                   |  | Schubert Gambetta   |  |
| MC                   |  | Silvestre Igoa      |  |
| MC                   |  | Agustín Gaínza      |  |
| PD                   |  | José Luis Panizo    |  |
| CA                   |  | Estanislao Basora   |  |
| CA                   |  | José Parra Martínez |  |
| PE                   |  | Antonio Puchades    |  |
| Técnico:             |  |                     |  |
| Guillermo Eizaguirre |  |                     |  |

## Classificação do Quadrangular pós-jogo
| Quadrangular Final                                  | Quadrangular Final | Quadrangular Final | Quadrangular Final | Quadrangular Final | Quadrangular Final | Quadrangular Final | Quadrangular Final | Quadrangular Final | Quadrangular Final |
| Pos                                                 | Seleção            | Pts                | J                  | V                  | E                  | D                  | GP                 | GC                 | SG                 |
| --------------------------------------------------- | ------------------ | ------------------ | ------------------ | ------------------ | ------------------ | ------------------ | ------------------ | ------------------ | ------------------ |
| 1                                                   | Brasil             | 4                  | 2                  | 2                  | 0                  | 0                  | 13                 | 2                  | +11                |
| 2                                                   | Uruguai            | 3                  | 2                  | 1                  | 1                  | 0                  | 5                  | 4                  | +1                 |
| 3                                                   | Espanha            | 1                  | 2                  | 0                  | 1                  | 1                  | 3                  | 8                  | −5                 |
| 4                                                   | Suécia             | 0                  | 2                  | 0                  | 0                  | 2                  | 3                  | 10                 | −7                 |
| *Notas: 2 pontos para o vencedor e 1 para o empate. |                    |                    |                    |                    |                    |                    |                    |                    |                    |

| Resultados do Quadrangular Final | Resultados do Quadrangular Final | Resultados do Quadrangular Final | Resultados do Quadrangular Final |
| -------------------------------- | -------------------------------- | -------------------------------- | -------------------------------- |
| 9 de julho                       | Uruguai                          | 2 – 2                            | Espanha                          |
| 9 de julho                       | Brasil                           | 7 – 1                            | Suécia                           |
| 13 de julho                      | Brasil                           | 6 – 1                            | Espanha                          |
| 13 de julho                      | Uruguai                          | 3 – 2                            | Suécia                           |

|  |                                    |
|  | Sem chances de ser Campeã do Mundo |